# Lindenfels
Lindenfels település Németországban, Hessen tartományban. Lakosainak száma 5378 fő (2023. december 31.). Lindenfels Modautal, Fischbachtal, Fränkisch-Crumbach, Reichelsheim (Odenwald), Fürth (Odenwald) és Lautertal községekkel határos.

## Népesség
A település népességének változása:
| Lakosok száma | 5086 | 5126 | 5124 | 5057 | 5411 | 5378 |
|               | 2015 | 2017 | 2019 | 2021 | 2022 | 2023 |